# Oreothlypis
Oreothlypis és un gènere d'ocells de la família dels parúlids (Parulidae).

## Taxonomia
Segons la Classificació del Congrés Ornitològic Internacional (versió 15.1, 2025) aquest gènere està format per dues espècies:
- Bosquerola degollada - (Oreothlypis superciliosa Hartlaub, 1844)
- Bosquerola flamígera - (Oreothlypis gutturalis Cabanis, 1861)